# Tcheng Yu-hsiu
Dans ce nom chinois, le nom de famille, Tcheng, précède le nom personnel Yu-hsiu.
Tcheng Yu-hsiu (chinois traditionnel : 鄭毓秀 ; pinyin : Zhèng Yùxiù ; aussi connue sous les noms de Soumé Tcheng, Soumay Tcheng et Madame Wei Tao-ming), née en 1891 dans le Guangdong et morte le 16 décembre 1959 à Los Angeles, est la première femme avocate et juge de l'histoire chinoise.
Après des études à la Faculté de droit de Paris, Tcheng regagne son pays pour pratiquer le droit à Shanghai. Elle préside un tribunal dans la concession française, puis siège au Yuan législatif national, où elle contribue à la rédaction du code civil de la jeune république de Chine. En 1919, elle fait partie de la délégation chinoise à la Conférence de la paix de Paris. De 1931 à 1937, elle préside la faculté de droit du Shanghai College (en).

## Famille et éducation
Élevée dans la maison familiale paternelle du Guangdong, Tcheng Yu-hsiu est d'abord scolarisée à domicile avant que sa mère ne l'inscrive dans une école à Pékin. Elle manifeste dès le plus jeune âge un esprit de révolte qui la caractérisera par la suite : elle refuse ainsi de se faire bander les pieds après avoir constaté les dégâts infligés à sa mère par cette pratique alors traditionnelle. Elle refuse également un mariage arrangé par sa grand-mère paternelle avec un prétendant dont l'éducation et les croyances conservatrices lui apparaissent incompatibles avec son propre style de vie. Sa famille l'envoie dans une école missionnaire à Tianjin, où elle apprend l'anglais tout en choisissant de ne pas suivre l'instruction religieuse. En 1912, elle rencontre l'anarchiste et révolutionnaire Li Shizeng et s'inscrit à ses cours préparatoires pour les étudiants chinois désireux d'étudier en France dans le cadre du mouvement Travail-Études. Il s'agit alors de la première institution scolaire mixte de Chine. Tcheng Yu-hsiu sera l'une des rares femmes à se rendre en France dans le cadre du programme.

## Révolution de 1911
Tcheng est membre du Kuomintang, le parti nationaliste de Chine. Après avoir rencontré le chef du parti, Sun Yat-sen, elle se consacre à la cause révolutionnaire et devient membre d'un groupe d'action : elle dissimule notamment des bombes dans ses valises pour les transporter à Pékin afin de les utiliser contre des fonctionnaires travaillant pour la dynastie mandchoue. Elle est aussi impliquée par la suite dans la tentative d'assassinat de Yuan Shikai, qui a pris le pouvoir à Sun Yat-sen. Recherchée par les autorités pour son implication dans divers projets d'attentats, elle décide d'émigrer vers la France.

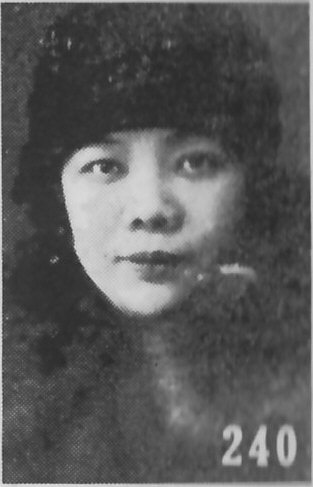
Photographie deTcheng Yu-hsiu dans '.

« Soumy Tcheng » en 1919.

## Première Guerre mondiale
En 1914, Tcheng est établie à Paris, où elle rencontre probablement d'autres personnalités politiques comme son collègue du Kuomintang Wang Jingwei. Malgré des difficultés à s'adapter à sa nouvelle vie en France, notamment en raison de sa méconnaissance du français, elle considérera plus tard le pays comme similaire à la Chine en termes de mentalités et d'aspirations politiques. Elle reste en France durant toute la Première Guerre mondiale, où elle étudie le droit à l'université de Paris, et s'implique dans le conflit durant un an en exhortant la Chine à se ranger au côté des puissances alliées. Le pays entre finalement en guerre en 1917 : Tcheng est invitée à s'exprimer lors d'une conférence à la Sorbonne, où elle agit en tant que porte-parole de la Chine en présence du ministre français de la Guerre.
Tcheng regagne la Chine après 1917 pour plaider en faveur de la contribution chinoise à l'effort de guerre allié. Plus de 100 000 hommes se portent volontaires pour le service du travail afin de soutenir la France au combat.

## Conférence de la paix de Paris
En 1919, en raison de son implication dans la révolution de 1911 et de ses compétences linguistiques en français et en anglais, Tcheng Yu-hsiu est la seule femme membre de la délégation chinoise à la conférence de la paix de Paris, où elle côtoie le plénipotentiaire en chef Lou Tseng-Tsiang et d'autres délégués et attachés officiels sélectionnés par le gouvernement de Pékin et les nationalistes. Tcheng est choisie comme déléguée pour porter la voix des femmes chinoises et prendre en charge la communication entre la délégation et les médias. Un entretien avec Andrée Viollis prouve l'importance du rôle de Tcheng au sein de la délégation. Son image publique, radicalement différente de la perception occidentale des femmes chinoises, contribue également à faire évoluer les conceptions des Occidentaux sur son pays.
Après la guerre, Tcheng se rend aussi aux États-Unis dans l'espoir de s'en faire des alliés dans la quête de souveraineté de la Chine. Le discours en quatorze points du président Woodrow Wilson laisse penser à la Chine que les États-Unis soutiendront leurs objectifs ; cependant, lors de la conférence de paix de Paris, Washington se déclare favorable à l'octroi du Shandong au Japon afin d'apaiser les tensions. Cette annonce est vécue comme une trahison par les nationalistes chinois.

### Incident du rosier
Tcheng, très critique de la décision relative au Shandong, se joint aux étudiants chinois du pays et de l'étranger pour protester contre la signature du traité de Versailles : elle est convaincue que cet accord encouragerait le Japon à réduire davantage la souveraineté chinoise. Face à la pression croissante des étudiants et des travailleurs chinois, le délégué en chef Lou Tseng-Tsiang quitte discrètement Paris le 27 juin 1919, à la veille de la cérémonie de signature : le bruit court alors qu'il se trouverait à Saint-Cloud et se préparerait à signer le traité.
Ayant découvert le lieu de retraite de Lou, Tcheng et ses complices s'y rendent pour l'exhorter à refuser de signer. Tandis que Lou garde porte close, un secrétaire se précipite de la résidence vers sa voiture avec une mallette. Sentant une confusion dont elle peut tirer parti, Tcheng casse une branche de rosier s'apparentant grossièrement à un pistolet et la frotte avec de la terre. Elle décrira ainsi la scène dans ses mémoires : « Je sortis de l'ombre pour lui barrer le chemin et pointai mon pistolet-rosier droit sur lui. Il en fut si effrayé qu'il a laissa tomber le portfolio qu'il avait sous le bras pour fuir à toutes jambes,. »
Tcheng et son groupe veillent ensuite toute la nuit. Le lendemain matin, Lou entend leur message et se plie à leur volonté : le 28 juin 1919, la Chine est la seule nation alliée à ne pas signer le traité de Versailles. Tcheng gardera le pistolet-rosier comme souvenir historique et le ramènera dans sa maison familiale à Shanghai, en Chine, le cachant dans un tiroir enveloppé d'un tissu blanc. L'objet disparaîtra lors du pillage des lieux par les troupes japonaises en 1937.

## Dernières décennies
Tcheng obtient son doctorat en droit de la faculté de droit de Paris en 1926. Elle fonde ensuite avec son camarade d'études et partenaire juridique Wei Tao-ming (en) un cabinet d'avocats à Shanghai : les deux associés se marient à la fin des années 1920. À la même époque, Tcheng officie brièvement en tant que juge dans un tribunal de la concession française.
Tcheng défend pour les femmes le droit de choisir leur mariage et de divorcer. Elle inscrit ces droits dans le Code civil de la République de Chine au début des années 1930, constituant l'une des sources d'inspiration de Phan Bội Châu pour sa promotion des droits des femmes en Indochine.
Le neveu de Tcheng, Paifong Robert Cheng, étudie lui aussi à la Sorbonne sous son égide. Il occupe ensuite le poste d'ambassadeur de Chine à Cuba de 1946 à 1950. Le fils de Robert Cheng, Ching Ho Cheng (en), se fera un nom dans le monde de l'art contemporain américain, et ses œuvres seront exposées dans plusieurs musées à travers les États-Unis.
L'autobiographie de Tcheng Yu-hsiu, Mes Années révolutionnaires (1944), publiée alors que son mari est ambassadeur aux États-Unis, est un récit de première main de l'histoire chinoise moderne et a été traduite dans de nombreuses langues.
Elle meurt d'un cancer à Los Angeles le 16 décembre 1959.

## Principales publications
- Soumé Tcheng (trad. B. Van Vorst), Souvenirs d'enfance et de révolution, Paris, Payot & Cie, 1920
- (en) Wei, Yu-hsiu [Cheng], My Revolutionary Years: The Autobiography of Madame Wei Tao-ming, New York, Scribner's sons, 1943 (présentation en ligne)
- Soumé Tcheng, Le Mouvement constitutionnel en Chine : Étude de droit comparé, etc, 1925 (présentation en ligne)
- (zh) Wei, Yü-hsiu (Cheng), 中國比較憲法論, Shi jie shu ju,‎ 1927 (présentation en ligne)
- (en) Wei, Yu-hsiu [Cheng] (trad. Bessie Van Vorst), A Girl from China (Soumay Tcheng), New York, Frederick A. Stokes company, 1926 (présentation en ligne)